# Daniele Bennati
Daniele Bennati (Arezzo, 24 de septiembre de 1980) es un ciclista italiano que fue profesional entre 2002 y 2019. Desde noviembre de 2021 es el seleccionador nacional de Italia.
Debutó como profesional en la temporada 2002 en las filas del equipo italiano Acqua & Sapone. Destacó por su gran punta de velocidad, obteniendo la mayoría de sus victorias al sprint. Ganó etapas en las tres Grandes Vueltas por etapas. Los últimos años de su carrera los pasó en el Movistar Team, anunciando su retirada el 19 de noviembre de 2019.

## Biografía

### 2002
En 2002, Bennati obtuvo su primeras victorias: una etapa en la Vuelta a Austria y otro en el Regio-Tour.

### 2003
El año después de pasar al Domina Vacanze-Elitron, gana su etapa en el Tour del Mediterráneo y en el Tour de Polonia.

### 2004
En 2004 es contratado por el equipo suizo Phonak: los años, sin embargo, son lamentables y Bennati permanece estacionado durante mucho tiempo con problemas de salud.

### 2005
El 2005 se trasladó a Lampre, y supone el año de su consagración. Es convocado por el equipo nacional italiano para el Mundial de Ciclismo de Madrid en Ruta. Posteriormente gana el Giro de la Toscana, tres etapas en la Vuelta a Alemania y dos en el Tour de Polonia (las dos últimas carreras incluidas en el Pro-Tour). Al final de la temporada, en la París-Tours, ocupa el segundo lugar detrás de Erik Zabel.

### 2006
El año 2006 empezó mal para Bennati, obligado a saltarse la mayor parte de los clásicos que había preparado. La temporada es todavía buena, gracias a la conquista del Memorial Marco Pantani, el Giro del Piemonte, el Gran Premio Ciudad de Misano Adriático y el G. P. Industria y Comercio de Prato. En el mismo año también ganó una etapa en la Vuelta a la Comunidad Valenciana, una en el Giro del Trentino, Volta a Cataluña y dos etapas en el Tour de Polonia.

### 2007
La excelente forma del ciclista toscano continúa en 2007, cuando Bennati ganó tres etapas en la Vuelta a la Comunidad Valenciana. En julio tomó parte en el Tour de Francia, donde se ve involucrado en una caída en la segunda etapa que le impide rendir al 100% en los sprints de las primeras jornadas. El 26 de julio, en la 17.ª etapa entre Pau y Castelsarrasin, consiguió su primera victoria en el Tour al ganar en un sprint a los alemanes Markus Fothen y Jens Voigt. Tres días más tarde, en la 20.ª y última etapa, Bennati repite, adjudicándose su segunda etapa en la Grande Boucle.
En septiembre de 2007, firmó un contrato de dos años con el equipo Liquigas. En el mismo mes redondea el botín de la temporada con sus tres etapas y la clasificación por puntos en la Vuelta a España, consiguiendo el anecdótico récord de ser el primer ciclista en conseguir ganar la última etapa del Tour y la Vuelta.

### 2008
En mayo de 2008 ganó la 3.ª, 9.ª y 12.ª etapa del Giro de Italia, y obtuvo la clasificación por puntos. Además, ganó el Giro del Piemonte.

### 2009
En el año 2009 ganó el Trofeo Inca del Challenge Ciclista a Mallorca, 1 etapa del Giro de la Provincia de Grosseto y el Giro de Cerdeña más una etapa.

### 2010
En el año 2010, Daniele Bennati ganó 1 etapa en el Tour de Omán, 1 etapa en Italia en la Tirreno-Adriático y finalmente ganó su segundo Giro de la Toscana. Además, tuvo un segundo puesto en una etapa de la Vuelta a España.

### 2011
En septiembre de 2011 consiguió imponerse en la 20.ª etapa de la Vuelta a España 2011, habiéndose escapado desde el principio de la etapa y una vez neutralizados por el pelotón ganó en la llegada masiva.

### 2012
En agosto de 2012 cierra un acuerdo verbal con el conjunto Saxo Bank-Tinkoff Bank para unirse al conjunto danés en 2013. En septiembre ganaría la 18.ª etapa de la Vuelta a España.

### 2013
Daniele Bennati ficharía por el Tinkoff-Saxo para 4 años. Para empezar la temporada ciclista, Bennati participaría en el Tour de Catar, donde terminaría 46.º.
Más tarde correría el Tour de Omán y terminó en una posición muy escondida en el 103.º.
Una semana después, Bennati correría la Tirreno-Adriático que no terminó.
Empezaría la temporada de pavé corriendo clásicas, todas belgas, menos la Milán-San Remo que es italiana, y fue en la que mejor terminó, 28.º, ya que las belgas no las terminó.
Bennati correría su primera gran vuelta con el Tinkoff-Saxo, el Giro de Italia, que no sería nada fácil debido a la presencia de ciclistas excelentes, como Vincenzo Nibali, Ryder Hesjedal (campeón del Giro de Italia), Cadel Evans, Mark Cavendish, Bradley Wiggins, Samuel Sánchez y su compañero Rafał Majka. No le iría bien el Giro, con resultados muy pobres. Al final Bennati no terminó el Giro.
La siguiente competición para él fue la Vuelta a Suiza, donde iría un poco mejor, como 2.º en su mejor etapa, y 106.º en la general.
La segunda gran vuelta para Bennati, fue el Tour de Francia, donde haría algunos destellos en algunas etapas, terminando 107.º en la general.
Para terminar el año, correría el Eneco Tour, donde no terminaría.

### 2014
En el año 2014, Bennati no consiguió ninguna victoria, pero sí tuvo buenos resultados tanto en el Mundial de Ciclismo de Ponferrada en Ruta, en el que quedó el 21.º, tanto en otras etapas (por ejemplo, quedó 11.º en la etapa 21 del Tour de Francia 2014). Además, ayudó a Alberto Contador a ganar la Vuelta a España 2014.

### 2015
En el año 2015, Daniele Bennati consiguió una única victoria, en septiembre y en su país, el G. P. Industria y Comercio de Prato. Ese año hizo una gran actuación en el Campeonato de Italia de Ciclismo Contrarreloj, quedando tercero por detrás de Adriano Malori y Moreno Moser.

### 2016
En 2016, Daniele Bennati ganó 3 veces e hizo una gran actuación en otras vueltas, como en la Tirreno-Adriático, en el Tour de Polonia, en el Giro del Piemonte y en la Vuelta a España, donde quedó en 2.º en 2 etapas y 4.º en otra.
Sus victorias ese año fueron la primera etapa de la Vuelta a Andalucía, la 1.ª etapa y el maillot por puntos del Post Danmark Rundt-Tour of Denmark 2016 y la clasificación general de su tercer Giro de la Toscana.

### 2017
En el 2017, Daniele Bennati fichó por el Movistar Team para dar experiencia y ayudar al equipo. Participó en el Tour de Dubai, en el Tour de Abu Dhabi, en la Tirreno-Adriático quedando 14.º, en la Gent-Wevelgem, en el Circuito de la Sarthe quedando quinto, en la París-Roubaix y después participando en el Giro de Italia, donde acabó abandonando tras ayudar a Nairo a buscar un Giro que no ganaría finalmente. Volvió a la competición en la Route du Sud-la Dépêche du Midi y después fue al Tour de Francia, donde intentaría ayudar a Nairo y a Alejandro Valverde a ganar la ronda gala. Tras el abandono del murciano y los malos resultados del colombiano, Daniele cambió de rol metiéndose en fugas y animando la carrera, llegando a ser cuarto en la 19.ª etapa y décimo en la última.
En 2017 no corrió la Vuelta a España. Fue a varias carreras, pero no consiguió buenos resultados. Acabó el año en el Mundial de Ciclismo de Bergen en Ruta, donde acabó el 105.º.

## Palmarés
| 2002 - 1 etapa del Vuelta a Austria - 1 etapa del Regio-Tour 2003 - 1 etapa del Tour del Mediterráneo - 1 etapa del Tour de Polonia 2005 - Giro de Toscana - 3 etapas de la Vuelta a Alemania - 2 etapas del Tour de Polonia 2006 - 1 etapa de la Vuelta a la Comunidad Valenciana - 1 etapa del Giro del Trentino - 1 etapa de la Volta a Cataluña - Memorial Marco Pantani - 2 etapas del Tour de Polonia - Gran Premio Ciudad de Misano Adriático - G. P. Industria y Comercio de Prato - Giro del Piamonte 2007 - 1 etapa del Tour del Mediterráneo - 3 etapas de la Vuelta a la Comunidad Valenciana - 1 etapa de los Tres Días de La Panne - 2 etapas del Tour de Francia - 3 etapas de la Vuelta a España, más clasificación por puntos 2008 - 1 etapa del Tour de Romandía - 3 etapas del Giro de Italia, más clasificación por puntos - 1 etapa del Tour del Benelux - 1 etapa de la Vuelta a España - Giro del Piemonte | 2009 - 1 trofeo de la Challenge de Mallorca (Trofeo Inca) - 1 etapa del Giro de la Provincia de Grosseto - Giro de Cerdeña, más 1 etapa 2010 - 1 etapa del Tour de Omán - 1 etapa de la Tirreno-Adriático - Giro de Toscana 2011 - 3 etapas del Circuito de la Sarthe - 1 etapa de la Vuelta a Austria - 1 etapa del Tour de Valonia - 1 etapa de la Vuelta a España 2012 - 1 etapa de la Vuelta a España 2015 - 3.º en el Campeonato de Italia Contrarreloj - G. P. Industria y Comercio de Prato 2016 - 1 etapa de la Vuelta a Andalucía - 1 etapa de la Vuelta a Dinamarca - Giro de Toscana |

## Resultados en Grandes Vueltas y Campeonatos del Mundo
| Carrera         | Carrera         | 2002 | 2003 | 2004 | 2005  | 2006 | 2007 | 2008 | 2009  | 2010 | 2011  | 2012  | 2013  | 2014  | 2015  | 2016  | 2017  | 2018  | 2019 |
| --------------- | --------------- | ---- | ---- | ---- | ----- | ---- | ---- | ---- | ----- | ---- | ----- | ----- | ----- | ----- | ----- | ----- | ----- | ----- | ---- |
|                 | Giro de Italia  | —    | Ab.  | Ab.  | —     | —    | —    | 70.º | —     | —    | —     | Ab.   | Ab.   | —     | —     | —     | Ab.   | —     | —    |
|                 | Tour de Francia | —    | —    | —    | —     | Ab.  | 75.º | —    | 135.º | —    | —     | —     | 107.º | 96.º  | Ab.   | —     | 104.º | 104.º | —    |
|                 | Vuelta a España | Ab.  | —    | —    | —     | —    | 64.º | Ab.  | 84.º  | 85.º | 112.º | 144.º | —     | 108.º | 131.º | 107.º | —     | 133.º | —    |
| Mundial en Ruta | Mundial en Ruta | —    | —    | —    | 105.º | —    | —    | —    | —     | —    | 14.º  | —     | —     | 21.º  | 83.º  | 25.º  | 105.º | —     | —    |

—: no participa

Ab.: abandono

## Equipos
- Acqua & Sapone-Cantilla Tollo (2002)
- Domina Vacanze-Elitron (2003)
- Phonak Hearing Systems (2004)
- Lampre (2005-2007)
  - Lampre-Caffita (2005)
  - Lampre (2006)
  - Lampre-Fondital (2007)
- Liquigas (2008-2010)
  - Liquigas (2008-2009)
  - Liquigas-Doimo (2010)
- Leopard/Radioshack (2011-2012)
  - Leopard-Trek (2011)
  - Radioshack-Nissan (2012)
- Saxo/Tinkoff (2013-2016)
  - Team Saxo-Tinkoff (2013)
  - Tinkoff-Saxo (2014-2015)
  - Tinkoff (2016)
- Movistar Team (2017-2019)